# Шапошникова, Людмила Васильевна
Людми́ла Васи́льевна Ша́пошникова (26 июля 1926, Новочеркасск, Северо-Кавказский край, СССР — 24 августа 2015, Москва, Россия) — советская и российская писательница, востоковед, общественный деятель, кандидат исторических наук, заслуженный деятель искусств Российской Федерации (2002).

## Биография
Родилась в Новочеркасске. Детство прошло в Таганроге. В 1941 году семья переехала в Москву. Закончила востоковедческое отделение исторического факультета Московского государственного университета (1950).
В 1954 году защитила диссертацию «Борьба рабочего класса Индии за руководящую роль в национально-освободительном движении накануне Второй мировой войны (1934—1939)».
С 1957 по 1985 год работала старшим преподавателем, доцентом кафедры истории Индии Института стран Азии и Африки при МГУ.
В 1958 году впервые побывала в Индии. В 1963—1965 и 1970—1972 годах работала в Мадрасе (Южная Индия), в Мадрасском университете, Мадрасском отделении представительства Союза советских обществ дружбы и культурной связи с зарубежными странами.
Широкую известность в советское время получили научно-популярные книги Шапошниковой, написанные в результате изучения индийской культуры — «По Южной Индии» (1962), «Парава — „летучие рыбы“» (1967), «Тайна племени Голубых гор» (1969), «Годы и дни Мадраса» (1971), «Австралоиды живут в Индии» (1976), «Мы — курги» (1978) и другие.
После знакомства в 1972 году с биографом Рерихов П. Ф. Беликовым стала заниматься изучением жизни и деятельности Н. К. Рериха и его семьи. Первые публикации на эту тему появились в 1973 году. Неоднократно встречалась и сотрудничала со Святославом Рерихом. В 1974—1980 годах побывала на Алтае, в Монголии, Индии и затем издала фотоальбом «От Алтая до Гималаев. По маршруту Центрально-Азиатской экспедиции Н. К. Рериха» (1987). Автор сценария (совместно с Р. А. Григорьевой) документального фильма «Николай Рерих» (студия «Киевнаучфильм, реж. Р. П. Сергиенко», 1976). С самого начала входила в состав Комиссии по культурно-художественному наследию Н. К. Рериха при Государственном музее Востока (с октября 1984 года).
В октябре 1989 года была избрана одним из руководителей Советского фонда Рерихов и затем назначена директором Музея имени Н. К. Рериха в Москве (постановление Совета министров СССР «О Советском фонде Рерихов и Центре-музее им. Н. К. Рериха» от 4 ноября 1989 года).
В 1990 году организовала и осуществила (вместе с С. Ю. Житеневым) перевозку из Индии в СССР «Архива и наследства Рериха для Советского фонда Рерихов в Москве», переданных С. Н. Рерихом 19 марта 1990 года.
Осенью 1991 года инициировала создание новой организации — Международный Центр Рерихов, была избрана первым вице-президентом МЦР. Под её руководством (при финансовой поддержке Б. И. Булочника) осуществлена масштабная реставрация памятника культуры «Усадьба Лопухиных» в Москве, где разместился Музей имени Н. К. Рериха.
В книгах Л. В. Шапошниковой «Веления Космоса» (1995), «Мудрость веков» (1996), «Град светлый. Новое планетарное мышление и Россия» (1999), «Тернистый путь Красоты» (2002), трилогии «Великое путешествие», «Держава Рерихов» (2009) рассматриваются вопросы культуры, философии, научного и художественного творчества семьи Рерихов. Книга «Мастер» (из трилогии «Великое путешествие»), написанная в 1987 году, стала своеобразным итогом развития рериховедения на тот период. Шапошниковой принадлежит авторство более 400 публикаций на темы российского и мирового духовного наследия. Она курировала несколько международных научно-общественных проектов.
Более двух десятилетий возглавляла музей имени Н. К. Рериха, была первым вице-президентом МОО «Международный Центр Рерихов», президентом благотворительного фонда имени Е. И. Рерих, главным редактором журнала «Культура и время». Организаторская и творческая деятельность Шапошниковой в сфере изучения и пропаганды наследия семьи Рерихов имеет неоднозначные оценки — от восторженных до резко-критических.
В честь Людмилы Васильевны Шапошниковой малая планета 9717, открытая астрономом Н. С. Черных, получила имя Lyudvasilia.
Похоронена на Даниловском кладбище.

## Звания и награды
- Заслуженный деятель искусств Российской Федерации (27 ноября 2002) — за заслуги в области искусства[7]
- Член Российской академии естественных наук
- Член Российской академии космонавтики им. К. Э. Циолковского
- Член Российской экологической академии
- Международная премия Джавахарлала Неру (1967)
- Орден Дружбы (27 июля 2006) — за большой вклад в развитие музееведения и сохранение культурного наследия[8]
- Национальная премия «Культурное наследие» (2007)[9][10]
- Премия Евросоюза по культурному наследию (2010)[11][12]
- Медаль «Академик А. Л. Яншин» Академии горных наук (2011)[13]
- Почетный доктор Кыргызско-Российского Славянского университета (2011)[14]
- Доктор honoris causa Софийского университета (2011)[15]
- Орден «За заслуги перед Отечеством» IV степени (13 декабря 2011) — за большой вклад в сохранение культурного наследия, многолетнюю просветительскую и общественную деятельность[16][17]
- Почетный доктор Академии наук Монголии (2012)[17]
- Лауреат премии Благотворительного фонда возрождения национального, культурного и духовного наследия «Древо жизни». Премия вручена Министром культуры РФ А. А. Авдеевым в штаб-квартире ЮНЕСКО 2 апреля 2012 года[18][19].

### Критика
- Ешалова О. И. Сказочница от рериховедения. Путешествие по книге Л. В. Шапошниковой «Мастер» // Сайт AryaVest.
- Кузнецов А. И. «Живая Этика» в интерпретации Л. В. Шапошниковой // Журнал Института Наследия. — 2017. — № 3 (10) (копия)